# Galie v pozdní antice

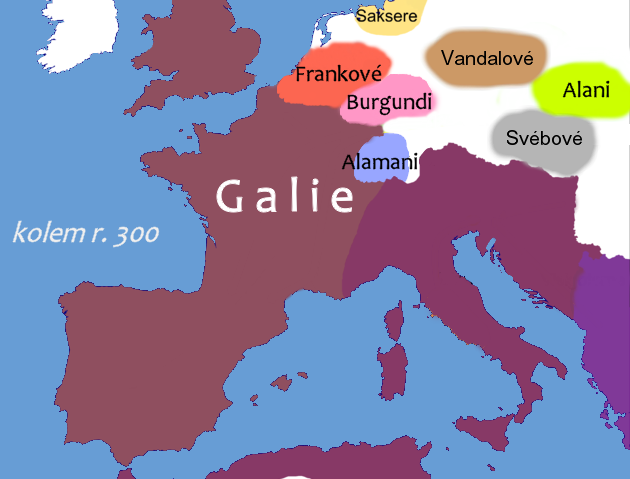
Germáni na hranicích Galie (4. století)

Galie v pozdní antice se postupně vymaňovala z moci starověkého Říma a dostala se pod nadvládu Germánů, především Franků. Území Galie, tvoří dnešní Francii a v polovině 1. století př. n. l. se stalo římskou provincií. Oblast, která je ohraničená Alpami, Pyrenejemi a Atlantikem, byla obývána keltskými kmeny (Římany označovanými jako Galové), které se pod vlivem svého vyspělejšího souseda, Římské říše stále více pořímšťovaly. Pořímštění bylo uspíšeno během galských válek vedených Juliem Caesarem a dovršeno za vlády císaře Augusta, kdy se celá oblast začala nazývat Římskou Galií. Zhruba do 3. století Galie velmi prosperovala a stala se nejbohatší římskou provincií. Ve 3. století byla, stejně jako celá říše, postižena krizí. V tomto období začal ze severovýchodu sílit tlak do té doby za hranicemi držených germánských kmenů, které lákalo bohatství Galie.
Germánské kmeny zprvu Galii neničily, spíše se snažily přiživit se na její prosperitě. Římští úředníci je najímali do armády (z níž zpohodlnělí římští a galořímští občané odcházeli) a později je jako foederaty začali usazovat na galském území. Od roku 375, kdy vpád kočovných Hunů donutil germánské kmeny k útěku na západ, se pro římskou říši stalo čím dál tím výhodnější udělat si z Germánů spojence. Začátkem 5. století tak byli v Galii usazeny kmeny Burgundů, Vizigótů a Franků. Oslabení římské hranice využily i jiné germánské kmeny (Alani, Svébové, Vandalové, Alamani), které přes její území migrovali na jihozápad a přitom Galii vyplenili. V tomto období stěhování národů upadala římská správa a sílil germánský vliv. Germáni se mísili se zdejším obyvatelstvem a oslabování římské říše využívali k vytváření vlastních států.
Formální zánik západořímské říše roku 476 se na území Galie již nijak neprojevil. Galie v té době již byla nebyla pod římskou kontrolou a na jejím území se nacházelo několik germánských říší. Nejvlivnější a největší byla říše Franků. Ti se na konci 5. století sjednotili pod vládou krále Chlodvíka z dynastie Merovejců, který spolu se svými dědici v následujících letech ovládl téměř celou Galii. Přestože Frankové byli Germáni, romanizace na území jejich říše přetrvala. Sami Frankové se již v předchozích letech částečně pořímštili, Chlodvík navíc na přelomu 4. a 5. století přijal katolictví. Jazyk Franků se v té době také mísil se zdejší vulgární (lidovou) latinou, z níž se v průběhu let vytvořila francouzština.
Státní správou Frankové navázali na již existující římskou správu, kterou obohatili o některé nové prvky. Franským zvykem bylo rozdělování majetku po otcově smrti mezi všechny jeho syny, tím Franská říše rostla během bojů proti ostatním Germánům, ale byla oslabována během dělení majetku v důsledku sporů o nástupnictví. Na území říše se následkem toho brzy vytvořily tři autonomní celky: Austrasie na východě, Neustrie na západě a Burgundsko na jihovýchodě; v průběhu vzájemných bojů mezi nimi se na jihu téměř osamostatnila Akvitánie. Vzájemných bojů mezi Merovejci využili také majordomové, původně správci paláců, kteří se v průběhu oslabování vládnoucí dynastie zmocnili vlády. Austrasijský majordomus Karel Martel získal takovou moc, že mohl znovu sjednotit franské království, jeho syn Pipin III. Krátký se již dokonce prohlásil a byl uznán franským králem. Na trůn tak nastoupila dynastie Karlovců (pojmenovali se tak na památku Karla Martela). Za vlády Pipinova syna Karla Velikého Franská říše dosáhla svého největšího rozmachu. Územně sahala od Ebra ve Španělsku po Rýn na západě a po Spoleto v Itálii. Karel a jeho předchůdci navázali těsné spojenectví s papežským úřadem, což roku 800 vyvrcholilo korunovací Karla Velikého císařem.
Po Karlově smrti se říše opět ocitla ve vzájemných bojích mezi jeho nástupci. Ty byly nakonec roku 843 ukončeny uzavřením Verdunské smlouvy, která Karlovo impérium rozdělila na tři části. Z její západní části se v průběhu následujících let začala formovat středověká Francie.

## Úpadek Galie a pronikání Germánů na její území
Zhruba od 3. století se římská říše, jejíž významnou součástí se Galie stala, začala potýkat s vážnými problémy. Ty byly způsobeny jednak hospodářskou krizí říše, spojenou s její nebývalou expanzí ve 2. století a následnou decentralizací a také postupným pronikáním germánských kmenů na její území. Tyto vpády a usazování Germánů značnou měrou ovlivnily vývoj v římské Galii a nakonec zapříčinily její zánik, postupným vznikáním nových germánských říší, doprovázené přerodem starověku ve středověk. Migrace v tomto období na území Galie, která byla do té doby románská, způsobila germánský vliv, který při prolínání se s galorománskou tradicí byl výrazným rysem francouzské kultury a odrazil se i na vývoji francouzštiny.

### První střety Germánů s Římem

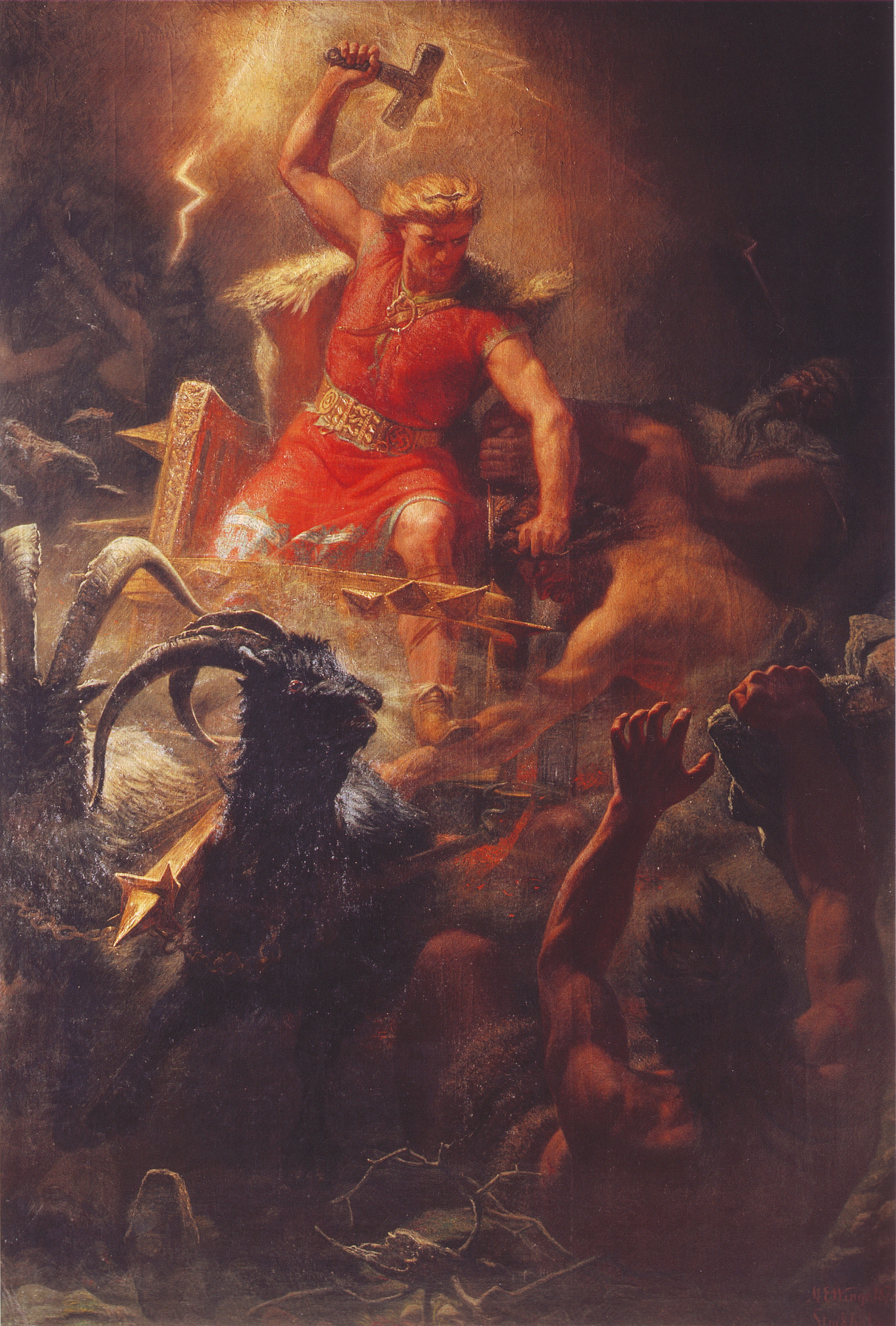
Thór, germánský bůh vládnoucí bouři a bleskům. (Mårten Eskil Winge, 1872)

Germáni sídlili zprvu v severní Evropě, kam přišli během pozdní doby bronzové v průběhu mezi 10. století př. n. l. a 5. století př. n. l., ale na severu Evropy byly neprostupné lesy a močály, nížiny a stepi se vyskytovaly jen zřídka. Potřeba obživy, vyvolaná hladomorem, rozrůstající se populací a nedostatkem půdy, donutila germánské kmeny postupně opustit sever Evropy směrem na jih, východ i západ, kromě úrodné půdy je přitahovalo bohatství římské říše. Jejich cílem nebylo římskou říši zničit, nýbrž přiživit se na jejím rozvinutém hospodářství, úrodné půdě a bohatství. Germáni chtěli toto bohatství získat a tak s římskou říší vedli po několik staletí válku o toto bohatství.

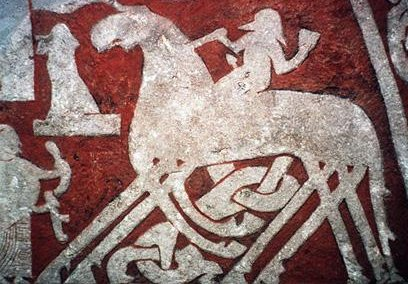
Západogermánský bůh Wothan (Ódin) jedoucí na Sleipnirovi (Malba na kameni v Tängvide, 8. století).

Jedním mezníkem byla bitva v Teutoburském lese, kde vůdce germánských Cherusků Arminius porazil římské legie a tím donutil Římany od úmyslu založit nové provincie v Germánii a definitivně stanovila hranici mezi Germánii a Galií, kterou tvořila řeka Rýn. Římané se vzdali dalších snah posunout hranici až k Labi. Tato hranice byla zabezpečena zhruba do poloviny 3. století, kdy se germánské nájezdy na západní část římské říše stávaly čím dál častějšími.

### Krize římské říše a posílení germánských invazí
Během krize říše ve 3. století započal pozvolný hospodářský úpadek římské Galie. Po epidemiích a neúrodách, které Galii na počátku 3. století postihly, poklesl i počet obyvatel. Venkovské obyvatelstvo odcházelo do měst, čímž byla ještě více oslabena zemědělská produkce, hlavní zdroj bohatství Galie. Souběžně s tím se snižovaly i příjmy z daní. V celé Galii se rozmohlo řádění potulných tlup ozbrojených rolníků (tzv. bagaudů), kteří pustošili venkovské oblasti. Nedostatek pracovních sil přiměl velké pozemkové vlastníky usilovat o připoutání kolónů k půdě, zatímco císařové zvyšovali daně a utužovali státní správu.
V 50. letech 3. století se navíc zintenzivnily vpády germánských kmenů. Roku 253 vnikli do Galie od severovýchodu germánští Alamani a Frankové a dostali se až do severní Itálie, kde však byli roku 258 u Milána zastaveni. Roku 275 se opět vrátili, vyplenili asi 60-70 měst a vyvolali v zemi neklid a vzpoury.
Hospodářské problémy přinutily římskou říši hledat s Germány kompromisy. Nedostatek obyvatel v zemědělství a v armádě je donutil najímat si příslušníky germánských národů a usídlit je na území Galie. Od 3. století byli v oblastech s nedostatkem obyvatel usídlováni germánští váleční zajatci jako tzv. laeti nebo gentilles, z nichž se stávali zemědělští kolóni. Další Germáni byli najímáni do prořídlých římských legií, jako foederati, kteří chránili římskou hranici proti jiným Germánům. Římané jim dovolovali ponechat si své tradice a zvyky, ale nebránili jim přejímat zvyky a kulturu římskou. Germánské obyvatelstvo se tak zvolna přizpůsobovalo svému vyspělejšímu a vzdělanějšímu okolí, částečně přejímalo jeho jazyk (Galy už značně pozměněný v tzv. vulgární latinu). Obyvatelstvo se romanizovalo a postupně i christianizovalo, přitom přebíralo římské tradice, které si však svébytným způsobem upravovalo. Později začalo docházet k usazování celých kmenů, z nichž si říše vytvářela spojence.

### Dočasné zabezpečení: Galské císařství a Julianus Apostata

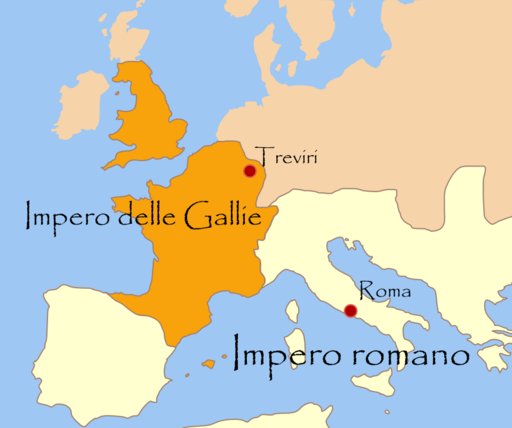
Galské císařství (260-273)

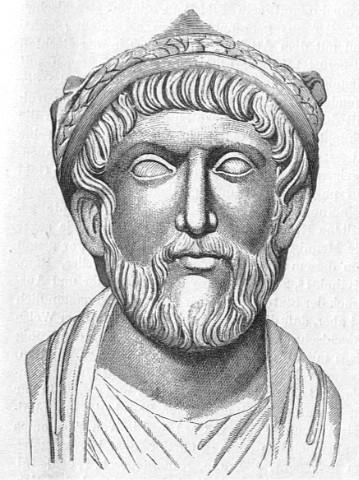
Julianus

Římská říše se v této době nepotýkala jen s germánským nebezpečím, ještě větší hrozbou pro ni byla perská Sasánovská říše na východě. Tohoto oslabení, spojeného s odlivem římských legiích na východ, využil roku 260 vojevůdce Postumus a prohlásil se císařem nad Galií a částmi Hispánie a Británie. Na Římu vznikl nezávislý státní útvar, který měl jen velmi krátké trvání. Roku 273 ho římský císař Aurelianus opět připojil k říši. Postumus se nikdy neprezentoval jako galský vládce (razil mince s legendou Věčný Řím, užíval císařskou titulaturu atd.) Přestože Postumus byl uzurpátorem moci, jeho vláda byla pro římskou říši přínosná. Zatímco se římský císař musel zabývat problémy v Persii, Postumus se mohl plně soustředit na udržování klidu v Galii a odražení germánských nájezdů. V polovině 4. století Germáni začali opět útočit. Roku 357 byli nakrátko zatlačeni Julianem. Tento římský vojevůdce po bitvě u Štrasburku zahnal Alamany zpět za Rýn a o rok později si podrobil také sálské Franky. Území, které jim jako foederatům propůjčil, se později stalo jádrem jejich Franské říše. Následně až do počátku 5. století se Germáni stáhli, přesto k obnovení rozkvětu v Galii, k němuž docházelo před germánskými vpády nedošlo.

## Stěhování národů a vznik germánských království v Galii

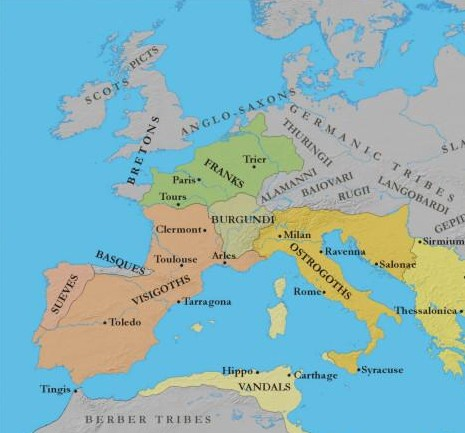
Germánská království v Galii kolem roku 480.
Říše Vizigótů (v Galii 418-507)
Burgundské království (443-534)
Frankové (zpočátku nesjednocení)

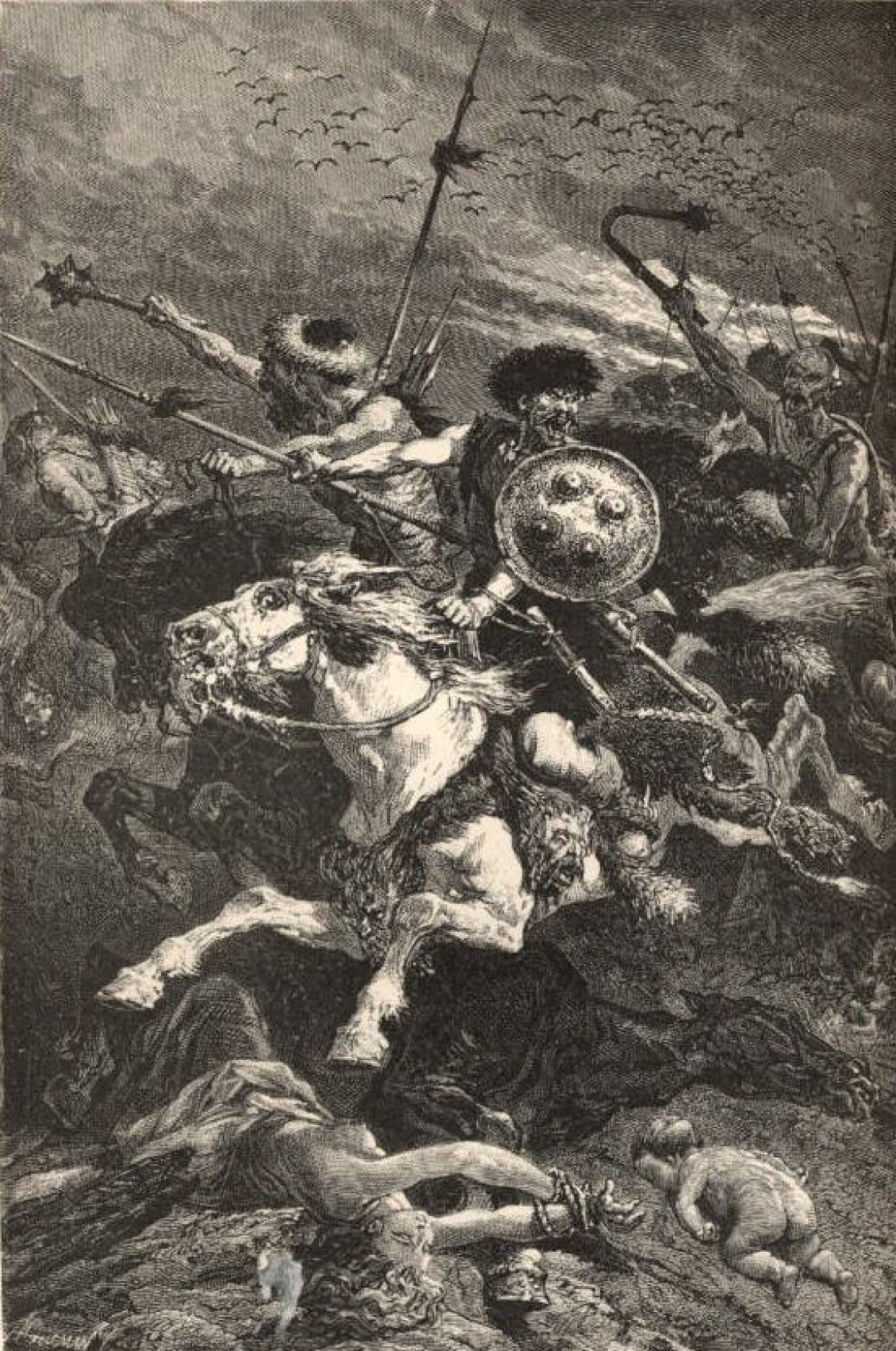
Vpád Hunů, vedených Attilou, do Evropy. Ilustrace od A. De Neuvilla

Roku 375 se objevili na březích Černého moře první Hunové, kteří svými nájezdy vyvolali stěhování národů, při němž většina germánských kmenů začala prchat na západ Evropy. Na konci 5. století se germánské kmeny v římské říši, která byla stěhováním národů značně pozměněná a zeslabená, rozplynuli Podle vzoru římské říše začali Germáni z jednotlivých částí jejího území zakládat své vlastní státy, v nichž se prvky jejich kultury mísily s kulturou a odkazy římskými. V jihozápadní Galii tak vznikla kolem města Toulouse říše Vizigótů, ve východní Galii království Burgundské a na severozápadě se zvolna formovala říše Franků, jež nakonec všechny ostatní pohltila a stala se nejstabilnějším státem raného středověku.

### Od vpádu Hunů ke vzniku Vizigótské říše
Stěhování národů bylo iniciováno kmenem Hunů. Hunové poté, co byli vyhnáni z Číny, vpadli do jižního Ruska, kde narazili na říši Ostrogótů. Ostrogóti byli skupinou východních Germánů, k nimž patřili ještě o něco západněji sídlící Vizigóti, Vandalové či Langobardi. Hunové donutili ostrogótského krále k sebevraždě a jeho říši rozvrátili.
Obavy z Hunů přiměly sousední Vizigóty k postupu dále na jih, až na území východořímské říše, kde jim císař po porážce v bitvě u Adrianopole raději udělil území v dnešním Rumunsku a učinil z nich foederaty v obraně proti Hunům. Rostoucí hunské nebezpečí však Vizigóty tlačilo dále na západ, a tak při migraci zpustošili Řecko a obrátili se proti Itálii. Roku 410 dobyli a vyplenili Řím. Nakonec se usadili v jižní Galii. Využili přitom celkového oslabení římské říše a zhruba na území někdejší provincie Akvitánie založili roku 418 historicky první germánské království, zvané Tolosánská říše, které přetrvalo celé století. Jejím centrem bylo město Toulouse.
Tato říše vzkvétala a byla Římem uznána za nezávislou. Postupně se Vizigóti stahovali více na jih, největšího rozmachu jejich říše dosáhla ve 2. polovině 5. století, kdy kromě jižní Galie zahrnovala velkou část Hispánie. Kolem roku 475 tu vznikla první kodifikace do té doby ústně tradovaného zvykového germánského práva, tzv. Codex Euricianus, který později inspiroval ostatní germánské zákoníky. V roce 507 byli Vizigóti poraženi franským králem Chlodvíkem v bitvě u Vouillé, po níž ztratili svá území v Galii. Vytvořili však novou říši kolem Toleda.

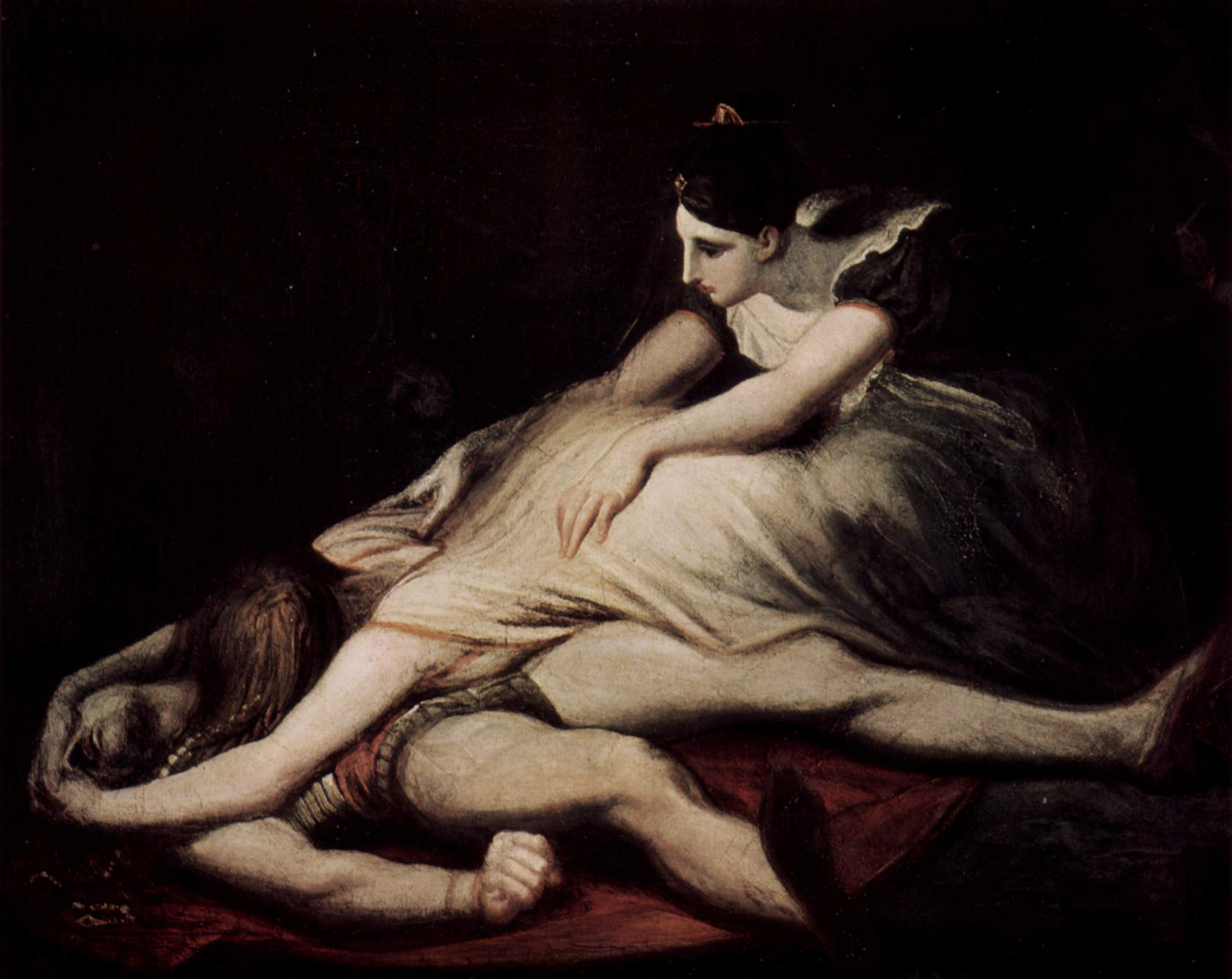
Zničení Burgundské říše Huny se odrazilo ve staroněmecké Písni o Nibelunzích — J. H. Füssli

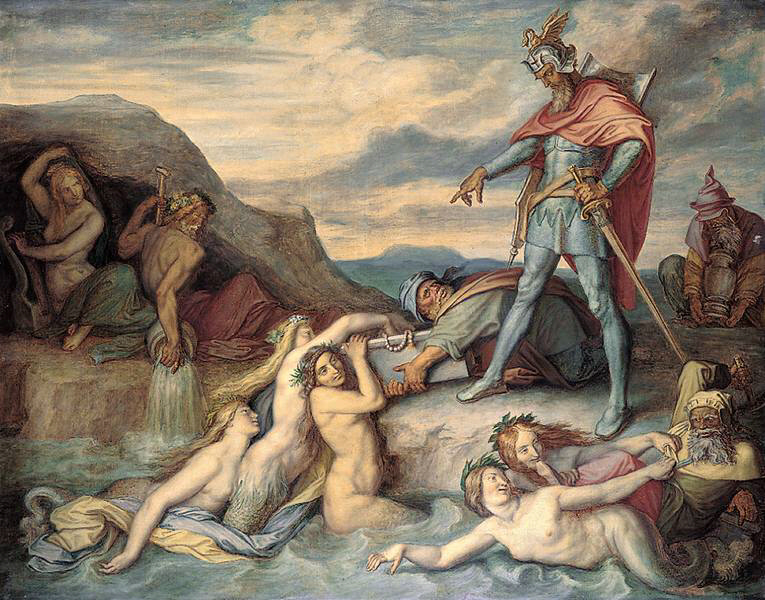
Burgundský král Gunther (Píseň o Nibelunzích)

### Oslabení hranice na Rýnu a vznik Burgundska
Boje s Vizigóty v Itálii a na Balkáně oslabily hranici na Rýně. Když řeka během tuhé zimy v prosinci roku 406 zamrzla, přešli ji před prchajícími Huny Vandalové, Alani, Svébové a Burgundi. V bitvě u Mohuče porazili Franky a postupovali dále do Galie.
Zatímco Vandalové, Alani a Svébové Galií vyplenili a pouze prošli, Burgundové se usadili na levém břehu Rýna a se svolením římské říše, která neměla kapacity na obranu říše, založili v roce 413 svůj vlastní stát. Centrem se jim stala města Worms a Ženeva. Když se své panství pokusili rozšířit o římskou provincii Belgicu, tak se Římané spojili s Huny a říši Burgundů roku 436 zničili. Burgundové se pak usadili v jihovýchodní Galii v Savojsku, kde je jejich vládce Gundobad sjednotil a kodifikoval pro ně zákoník. Začátkem 30. let 6. století si Burgundsko podrobili Frankové. Přesto zůstalo i ve středověku v rámci Franské říše i pozdější Francie poměrně svébytnou oblastí se svou autonomií, a několikrát v průběhu francouzských dějin se dokonce osamostatnilo.

## Franská říše

Expanze franské říše

Ze všech germánských království se jako nejstabilnější ukázala říše Franků. Frankové byli jedna z největších germánských skupin na území Galie. Jejich osady byly soustředěny zejména na severovýchodě země, pomyslným středem byla řeka Rýn, která je dělila na dvě základní skupiny — východní (ripuárské) a západní (sálské). Frankové do Evropy přišli někdy na počátku letopočtu, nepodnikali však v době stěhování národů žádné rozsáhlejší přesuny, a jejich síly se netříštily. V 5. století se sjednotili pod vládou krále Chlodvíka z dynastie Merovejců a postupně vytvořili mohutnou říši, která začala dominovat západní Evropě.